# Аничков, Пётр Никитич
Пётр Ники́тич Ани́чков (ок. 1732 — ок. 1789) — офицер Русского императорского флота, капитан бригадирского ранга (1779) в отставке.

## Биография
С 1 мая 1746 поступил учеником в Морскую академию, гардемарин (5 февраля 1747). Был произведен в мичманы (30 декабря 1751), в унтер-лейтенанты флота (1754), в корабельные секретари (21 января 1758), в лейтенанты флота (30 апреля 1758). 
В 1747—1764 годах находился в плаваниях в Балтийском и Северном морях. Отличился в десантных операциях при осаде прусской крепости Кольберг (1760, 1761). За отличия был произведен в чин капитан-лейтенанта (20 апреля 1764). 
В 1764—1765 годах в качестве первого помощника капитана фрегата Надежда Благополучия плавал из Кронштадта в Ливорно, и обратно в Кронштадт. В 1766—1767 командовал придворной яхтой «Екатерина Вторая» и фрегатом «Ульриксдаль» в Кронштадте, в 1768 году — командовал всей придворной флотилией яхт. Был произведен в капитаны 2-го ранга (5 июня 1769). 
В 1769—1772 годах он успешно командовал фрегатом «Надежда благополучия» в составе Архипелагской экспедиции. Храбро командовал этим фрегатом в боях в греческой Морее (1770) и в Чесменской битве (июнь 1770), при атаке турецкой крепости Метелино (1771). За отличия в боях был награждён чином капитана 1-го ранга (31 декабря 1772). 
В 1772—1777 годах он умело командовал линейным кораблем «Чесма». В 1772—1774 годах крейсировал на этом корабле в Архипелаге, в 1775 году — вернулся с эскадрой адмирала А. В. Елманова в Кронштадт. В 1776 году участвовал во флотских маневрах в эскадре вице-адмирала С. К. Грейга. Был награждён орденом Святого Георгия 4-й степени (26 ноября 1776). 
В 1778 году вновь командовал придворной яхтой «Екатерина», возил царицу из Петербурга в Кронштадт. За заслуги перед флотом был произведён в чин капитана бригадирского ранга (1 января 1779) с почётным увольнением с морской службы и назначением пенсиона.
В 1786—1789 годах он служил в качестве губернского предводителя дворянства Новгородской губернии.

## Награды
- Орден Святого Георгия 4-й степени за совершение 18 морских кампаний (26 ноября 1776)[1].